# Leucandra kurilensis
Leucandra kurilensis är en svampdjursart som beskrevs av Hozawa 1918. Leucandra kurilensis ingår i släktet Leucandra och familjen Grantiidae. Inga underarter finns listade i Catalogue of Life.